# 紫甘藍
紫甘藍（Brassica oleracea var. capitata f. rubra），又稱紫高麗菜、紅甘藍、紫椰菜、赤球甘蓝、紫洋白菜，是結球甘藍（洋白菜）的變型。

紫甘蓝原产于地中海至北海沿岸，其紫色叶球可食用，含有各种维生素和矿物质，尤其富含维生素C。

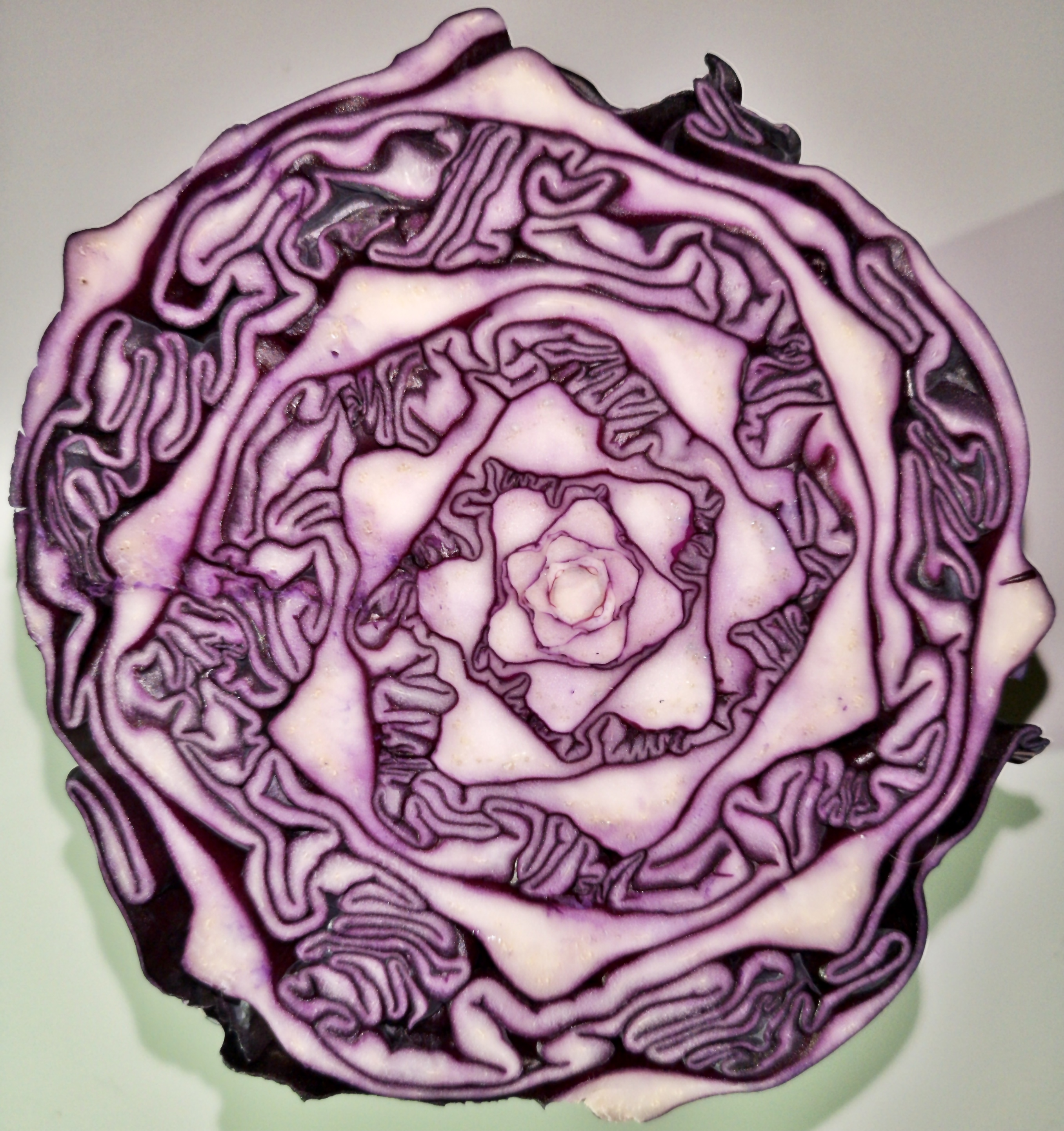
螺旋状排列的白菜叶柄，横切一半